# Мальованка (Львівський район)
Мальо́ванка — село в Україні, у Львівському районі Львівської області. Населення — 161 особа. Орган місцевого самоврядування - Великолюбінська селищна рада.

## Населення

### Мова
Розподіл населення за рідною мовою за даними перепису 2017 року:
| Мова       | Кількість | Відсоток |
| ---------- | --------- | -------- |
| українська | 161       | 100%     |

## Географія

### Клімат
| Клімат Мальованки         | Клімат Мальованки | Клімат Мальованки | Клімат Мальованки | Клімат Мальованки | Клімат Мальованки | Клімат Мальованки | Клімат Мальованки | Клімат Мальованки | Клімат Мальованки | Клімат Мальованки | Клімат Мальованки | Клімат Мальованки | Клімат Мальованки |
| Показник                  | Січ.              | Лют.              | Бер.              | Квіт.             | Трав.             | Черв.             | Лип.              | Серп.             | Вер.              | Жовт.             | Лист.             | Груд.             | Рік               |
| Середній максимум, °C     | −1,1              | 0,4               | 5,4               | 12,7              | 18,6              | 21,6              | 23,1              | 22,7              | 18,3              | 12,9              | 5,8               | 0,9               | 11                |
| Середня температура, °C   | −3,7              | −2,1              | 2,1               | 8,2               | 13,5              | 16,4              | 17,8              | 17,4              | 13,5              | 8,6               | 3,0               | −1,3              | 7                 |
| Середній мінімум, °C      | −6,2              | −4,5              | −1,1              | 3,8               | 8,4               | 11,3              | 12,6              | 12,1              | 8,7               | 4,3               | 0,2               | −3,5              | 3                 |
| Норма опадів, мм          | 36                | 35                | 40                | 49                | 75                | 93                | 93                | 72                | 58                | 46                | 42                | 48                | 687               |
| ------------------------- | ----------------- | ----------------- | ----------------- | ----------------- | ----------------- | ----------------- | ----------------- | ----------------- | ----------------- | ----------------- | ----------------- | ----------------- | ----------------- |
| Джерело: climate-data.org |                   |                   |                   |                   |                   |                   |                   |                   |                   |                   |                   |                   |                   |